# The Musical
《The Musical》（韓語：더 뮤지컬），SBS電視台於2011年9月至2011年12月期間播放的金曜連續劇，由具惠善、崔丹尼爾、朴基雄、玉珠賢領銜演出。該劇講述了位製作出一流的音樂劇而走到一起的製作人、作曲家合演員們的熱情與愛情故事。

## 演出陣容

### 主要角色
- 具惠善   飾　高恩菲

發呆的眼神，笨笨呆呆的樣子，有著滿腔熱情。一個完全沉浸于音樂中的女孩。樂譜和醫學用語一起背誦才能記住， 比起Albert Schweitzer更崇拜音樂劇演員裴江熙。雖然去參加過音樂劇選拔，但是每次都落榜。跳舞雖然馬馬虎虎的能跟上但是天生遲鈍。雖然知道有熱情和韌性任何事情都可以成功…但是音樂這個東西卻不是。雖然這麼說但是卻不放棄。在一次充滿朝氣的站起來時，出現了這樣洪宰宜。對自己的聲音和熱情瞭如指掌，恩菲心裡有些不平靜。可以唱歌，可以站在舞臺上，可以和洪宰宜一起製作音樂…
- 崔丹尼爾 飾 洪宰宜

一個自由，感情豐富，任性的藝術家，但是很有錢。雖然具有藝術家的特質但是這個男人有些高傲。因為魅力吸引了不止一個女人但是沒有什麽特別的喜好。好像假裝有熱情…現在記憶也不好。就那樣沒意思，沒勁的人。音樂，女人，歌曲，音樂劇全部都變得沒意思。但是出現了一個奇怪的女人。丟失的熱情從高恩菲的眼裡好像又找回了。爲了幫助高恩菲，製作適合她音色的歌曲，想叫她在舞臺上唱我創作的歌曲。坐在了好久沒有碰地鋼琴旁，爲了她。
- 朴基雄   飾　柳振

于感性相比理性更多的完美主義者。品行端正，畢恭畢敬但是冷血。讓爸爸失望，但是想恢復爺爺對他的信任，驅逐不支持自己的伯父和堂哥。除了錢什麽都不相信的人。錢是最正確最值得的東西。有一個交往很久的戀人拉京。兩人互相照顧，互相尊重的戀愛。拉京和柳振很般配。於從頭到尾理解起來都很困難的高恩菲完全不同。但是很奇怪。經常理解高恩菲。
- 玉珠賢  飾　裴康熙

僅通過一次面試就以主人公的角色亮相。此後成為音樂劇女王。有著完美的經歷，傲慢，利己主義但是全可以原諒。有著最高的實力但是康熙有個弱點。就是瘋狂，浮誇的在意，但是在意會被誰束縛呢……。但是…這個男人卻因為別的女人被動搖。專門為我寫歌曲的人卻要為別的女人寫歌曲。

### 其他角色
- 奇恩世 飾　徐羅靜

知名企劃公司RUNA室長，柳振女友。
- 朴景林 飾　史福子

音樂劇特型演員，恩菲朋友。
- 玄成 飾　韓尚元

原 劇團代表 康熙丈夫
- 吳正世 飾　邱佐

音樂劇作家，演員洪宰宜的朋友。
- 金永民 飾　俊赫

音樂劇副導演
- 金仁敘 飾　尚美

音樂劇演員
- 車光秀 飾　柳振英

柳振父親
- 安如珍 飾　善姬

柳振母親
- 朴根瀅 飾　柳會長

柳振爺爺
- 李道京 飾　殷培富

恩菲爸爸

## 外部連結
- SBS（页面存档备份，存于） 

| SBS 金曜劇                                  | SBS 金曜劇                                        | SBS 金曜劇 |
| ------------------------------------------- | ------------------------------------------------- | ---------- |
|                                             | The Musical （2011年9月2日 - 2011年12月23日）     |            |
| 神的天秤 （2008年8月29日 - 2008年10月24日） | 嘻哈王－納斯那街 （2019年8月9日 - 2019年9月13日） |            |